# Oncopsis interior
Oncopsis interior är en insektsart som beskrevs av Hamilton 1983. Oncopsis interior ingår i släktet Oncopsis och familjen dvärgstritar. Inga underarter finns listade i Catalogue of Life.